# Ideales chinos de belleza femenina
Los ideales chinos de belleza femenina se han convertido en una característica bien conocida de cultura china. Una encuesta de 2018 realizada por la Gran Academia Británica de Medicina Estética concluyó que la cultura de belleza china prioriza una forma de rostro ovalado, un mentón puntiagudo y estrecho, labios carnosos, arcos de Cupido bien definidos y un ángulo de mandíbula obtuso. La importancia de la belleza femenina en China está profundamente arraigada en la cultura: históricamente, el sustento de una mujer a menudo estaba determinado por su capacidad para encontrar un marido elegible, una hazaña que se lograba al encajar en los ideales culturales de belleza.
El cabello negro largo, grueso y brillante se considera especialmente hermoso entre las mujeres chinas. De manera similar, una piel pálida y color marfil y una figura corporal delgada tienen implicaciones históricas como representación física de riqueza y opulencia. Sin embargo, más recientemente, la piel bronceada ha surgido como el ideal de belleza preferido entre algunas mujeres chinas más jóvenes, que consideran su piel bronceada como más saludable y más atractiva que la piel pálida.
Un ideal relativamente nuevo arraigado en la cultura china consiste en la noción de tener doble párpado. El término doble párpado se refiere al prominente pliegue natural que presentan aproximadamente entre el 66,7% y el 83,1% de las mujeres chinas. Para la minoría que no los tiene de forma natural, este aspecto se puede conseguir de forma temporal utilizando productos cosméticos específicos como cinta adhesiva o pegamento. Una opción permanente es someterse a un procedimiento llamado blefaroplastia, que utiliza cirugía estética para remodelar el párpado.

## Historia

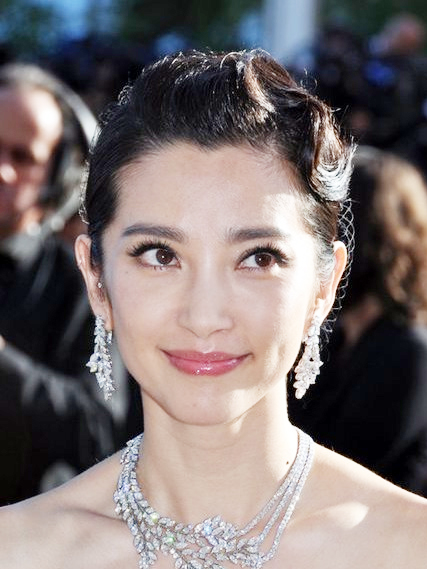
Li Bingbing, una actriz china.

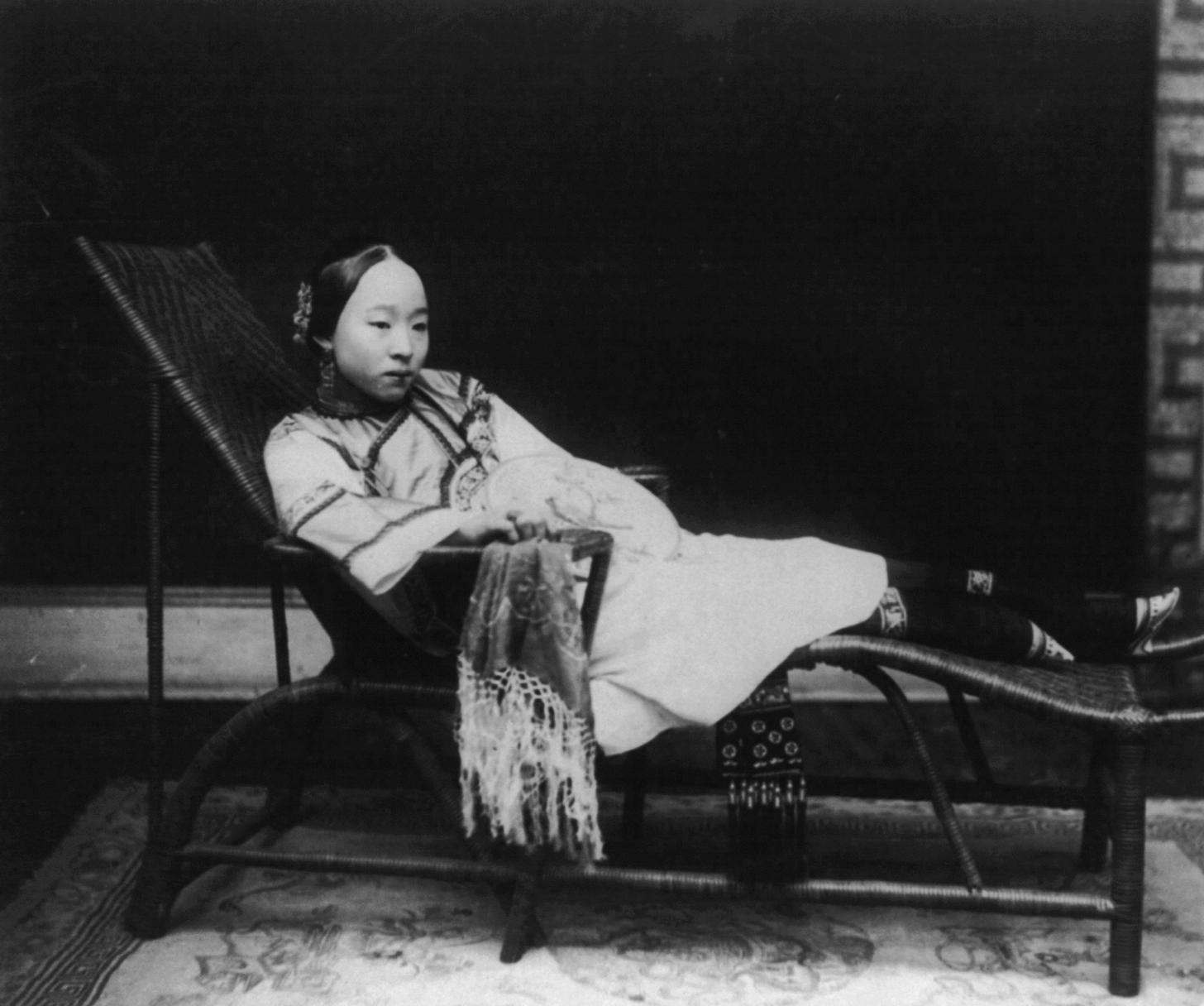
Una mujer china durante la dinastía Qing.

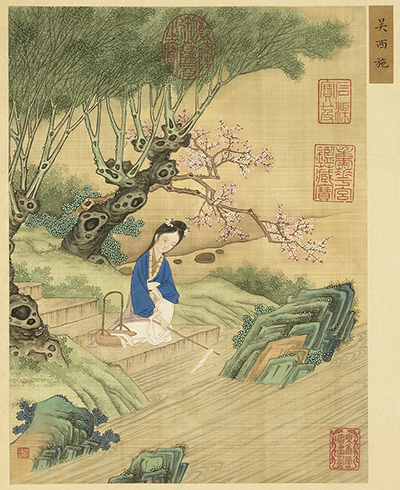
Xishi, una de las Cuatro Bellezas.

El énfasis que las nociones taoístas y confucianas de la belleza femenina ponen en la relación entre la belleza interior y exterior ha influido en la creación del ideal de belleza femenina chino. Para conocer más sobre la historia de esta cultura, así como sobre cómo se concretaron estos ideales, véase Cultura de China. Se pensaba que la belleza exterior representaba la virtud, el talento y otras características positivas.
En el pensamiento taoísta, las mujeres con voces masculinas son malas compañeras sexuales, porque este rasgo sugiere un exceso de qì que inhibe la consecución de la armonía sexual. En su artículo «Estética corporal femenina, política e ideales femeninos de belleza», Eva Kit Wah Man articula cómo el confucianismo y el taoísmo jugaron papeles esenciales en la creación de los ideales de belleza chinos: «En la tradición china, como en otras culturas, tanto las dimensiones sexuales externas como las morales internas determinan la belleza de una mujer... La noción de belleza femenina proviene de ambas (el taoísmo y el confucianismo)». «Feminidad» no se refiere a un aspecto de una dicotomía entre mente y cuerpo, ya que no existe tal dicotomía en la filosofía china. Mujeres en China también amplía estos ideales, profundizando en el impacto que tienen las mujeres en la sociedad china. Así, históricamente, las influencias religiosas en los ideales de belleza chinos vincularon estrechamente la belleza exterior con la belleza interior. Históricamente, durante la dinastía Tang se preferían un rostro ovalado, cejas con forma de hoja de sauce, ojos largos y delgados, labios pequeños y un cuerpo delgado y de aspecto frágil.
La sociedad china moderna está muy influenciada por el pensamiento capitalista y marxista occidental. Los chinos no se describirían a sí mismos como un país completamente capitalista, ni tampoco como un país puramente marxista. Ignoran fundamentalmente este tipo de cuestiones sobre la esencia de su posición política y desarrollan su economía, su política, su cultura y su feminismo a su manera. Se autodenominan una economía de mercado socialista con características chinas. El auge del desarrollo feminista chino está muy influenciado por las afirmaciones de la «nueva» China (desde principios del siglo XIX) y su gobierno de que salvaría a la mujer china de la «vieja sociedad» y liberaría las mentes de las mujeres (Chun, 2008). Un artículo publicado en la revista de amplia circulación Dushu utiliza una sátira nativista anterior para argumentar que las propias mujeres deseaban voluntariamente la belleza de los pies pequeños (el vendado de pies) hasta las primeras décadas del siglo XX, a pesar del discurso de liberación e igualdad dominado por la élite masculina que atacaba la práctica, afirmando que «durante el largo período histórico en el que el vendaje de los pies se convirtió en una forma de vida común para las mujeres, el vendaje de los pies se consideraba simplemente el comportamiento físico más natural para las niñas. El vendaje de los pies era tan común como comer y vestirse. El vendaje de los pies también era una forma de que las mujeres buscaran la belleza física».

## Los ideales de belleza en la cultura china
En la cultura china, se pone un énfasis significativo en la apariencia y el atractivo físico de las mujeres, lo que es evidente tanto en entornos empresariales como sociales. John Osburg, Director de Antropología de la Universidad de Rochester, en su libro Anxious Wealth, explora las relaciones de género en la China post Mao, documentando la conocida disparidad que existe entre hombres y mujeres. Un tema de su obra es que la cosificación de la mujer como algo común en la cultura china crea las desigualdades de género que aún prevalecen hoy en día.
«La gran mayoría de los empresarios en la China pos-Mao son hombres. Esto se debe en gran medida al hecho de que la creación de redes de negocios requiere entrar en espacios (como clubes nocturnos y saunas) y participar en actividades (bebidas, juegos de azar y consumo sexual) que no se consideran apropiados para mujeres «adecuadas»... Estas redes constituyen un componente clave de los negocios... La mayor parte de las relaciones de estas redes se forjan y se mantienen a través de experiencias de ocio ritualizadas de placeres compartidos que atienden los deseos y placeres de los hombres de élite, incluidos clubes de karaoke, saunas, clubes nocturnos, restaurantes de lujo y casas de té.
Como detalla Osburg, los clubes de karaoke, saunas, discotecas, etc. tienen como objetivo atraer a los hombres de negocios, ya que también hay múltiples distritos de luz roja alrededor de estas zonas. La prostitución en China se expande aún más en estas áreas y esta cultura. En muchos casos, las relaciones entre empleados, compañeros de trabajo, socios, etc. se forjan a través de estos entornos. Basándonos en estas prácticas tradicionales, se puede afirmar que es de suma importancia que las mujeres sean estéticamente agradables, lo que resalta aún más el intento de las mujeres de capturar la belleza, o al menos capturar la forma en que la cultura china la percibe.

## Cabello
En una mujer, el cabello negro largo y brillante se considera excepcionalmente bello, particularmente cuando su crecimiento es fuerte y exuberante.

## Párpado doble
En la sociedad del este asiático, los párpados dobles se consideran incondicionalmente hermosos. El párpado doble es un pliegue en el pequeño colgajo de piel que cubre el ojo. Se ha estimado que entre el 17 y el 32% de las mujeres chinas carecen de este pliegue del párpado superior, lo que les da una apariencia de párpado monólido. Sin embargo, esto no es ideal cuando se trata de la belleza china.

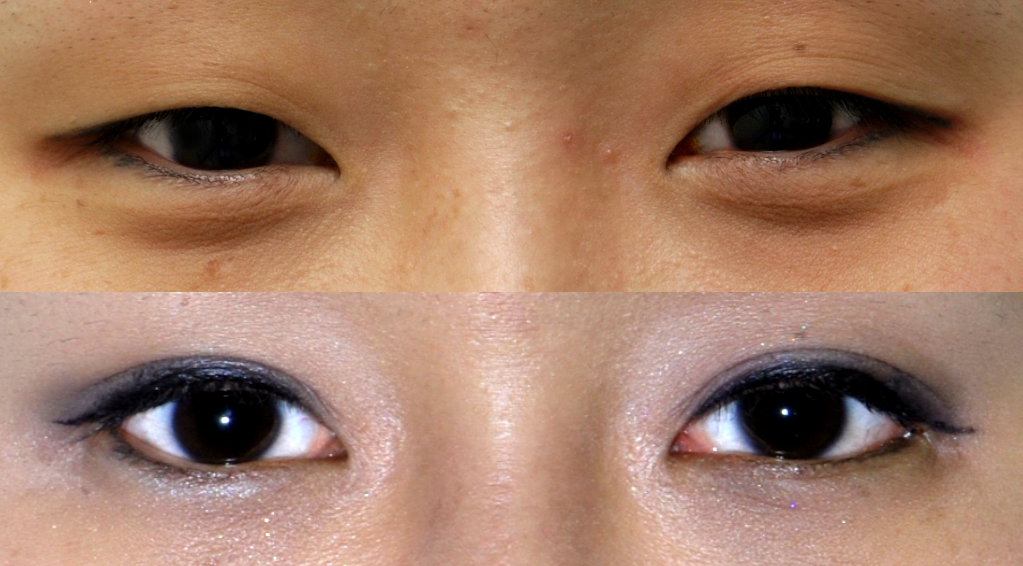
Blefaroplastia antes y después.

Un estudio analizó qué tipo de párpado se consideraba más atractivo en las mujeres chinas. A los participantes de la prueba se les mostraron fotografías editadas de los ojos de mujeres jóvenes chinas. Se encontró que había una preferencia significativa por el párpado doble, mientras que el párpado único se consideraba el menos atractivo. Debido a esto, muchas mujeres chinas se someten a una cirugía que crea un pliegue en el párpado superior dándoles el párpado doble. Este procedimiento, llamado blefaroplastia, suele costar alrededor de 3000 dólares. Durante esta cirugía de 30 minutos, los médicos cortan, doblan y suturan los párpados superiores, creando un pequeño pliegue encima de ellos. Esta operación hace que el ojo parezca más grande y redondo, dándole a la mujer un aspecto más deseable.

## Piel y cuerpo

### Tono de piel
En la antigüedad, se sabía que el tono de la piel indicaba la clase social. Las mujeres de familias adineradas no tenían que realizar trabajos agrícolas y, por lo tanto, no adquirían una tez oscura. Así, una piel más clara pasó a asociarse con el poder, el estatus social y la riqueza. Debido a esta percepción, ha habido una presión social en las culturas chinas para evitar la luz solar directa al aire libre.
Sin embargo, más recientemente, la piel bronceada ha surgido como el nuevo ideal de belleza femenina entre las mujeres más jóvenes, que consideran su piel bronceada como más saludable y atractiva que la piel pálida. Según Tai Wei Lim, las mujeres chinas que aparecen en los medios de comunicación ahora lucen tez bronceada, y esto se considera una recuperación de la autonomía de las mujeres dentro de China.

### Forma del cuerpo
En el período de primaveras y otoños (722–481 a. C.), el emperador Chu deseaba las cinturas delgadas; las mujeres de su harén a menudo se morían de hambre para captar su atención. Las tendencias históricas de las mujeres que desarrollan anorexia nerviosa, un trastorno alimentario, para adaptarse a las tendencias de belleza representan una influencia de la psicología sistémica que aún hoy rodea la cultura de la imagen corporal. Personajes chinos como Zhao Feiyan eran famosos por sus cinturas pequeñas y continúan siendo glorificados hasta el día de hoy. De manera similar a la atadura de los pies antes mencionada, la atadura de la cintura era una práctica común; los hombres se sentían atraídos por las mujeres que se balanceaban al caminar debido al crecimiento inadecuado de la cadera. A finales de la dinastía Tang, las figuras más regordetas eran más populares debido a que estaban asociadas con la buena fortuna y la riqueza. El modismo chino huanfei yanshou (環肥燕瘦, literalmente «Huan regordeta, Fei esbelta») se utiliza para referirse a la variedad de tipos de bellezas. Se estima que Yang Yuhuan, la «Huan regordeta», medía 1,65 metros de alto y pesaba 69 kilogramos, según registros no oficiales.
Los chinos modernos han considerado durante mucho tiempo que el cuerpo ideal de la mujer es aquel que es relativamente alto, delgado y curvilíneo. La fascinación por la altura ha seguido aumentando, como lo demuestran las ganadoras de concursos de belleza chinas, pero esto podría estar más correlacionado con los estándares de los concursos globales que con ideales culturales. Los valores de fragilidad en la cultura china han demostrado ser relativamente frecuentes y estables.
En los últimos tiempos han surgido nuevas tendencias estéticas para formas de ciertos rasgos corporales que no se consideran médicamente saludables, como el hombro cuadrado (直角肩) y el hombro de mariposa (蝴蝶肩, 'escápula visiblemente protuberante').